# Busstation
Een busstation is een plaats waar verschillende buslijnen samenkomen en waar meerdere bushaltes aanwezig zijn, met het doel dat passagiers er kunnen in-, uit- of overstappen. Soms wordt een dergelijk station ook wel gecombineerd met een tramhalte, zoals bijvoorbeeld het Marconiplein in Rotterdam, OV-knooppunt Leyenburg in Den Haag, de Franklin Rooseveltplaats in Antwerpen en sinds 2024 het Busstation Uithoorn. Ook bij grotere spoorwegstations en bij metrostations is meestal een busstation.
Grote en drukke busstations in Nederland zijn onder meer Busstation Groningen, Utrecht Centraal en Rotterdam Zuidplein.
Er zijn ook steden met meerdere busstations, zo zijn er in Amsterdam 13 en in Rotterdam 9.
Een busstation kan 'statische' of 'dynamische' halteplaatsen hebben:
- Een statisch busstation heeft vaste haltes voor de verschillende buslijnen die het station aandoen.
- Een dynamisch busstation kan een variabele halte toewijzen aan binnenkomende bussen. Voordeel van de dynamische haltetoewijzing is ruimtebesparing en overzichtelijkheid. Wel zijn informatiepanelen nodig om de actuele haltetoewijzingen aan de reizigers te tonen. In Nederland bevinden zich busstations met dynamische haltetoewijzing in Almere, Amstelveen, Bergen op Zoom, Delft, Eindhoven, Leiden, Nijmegen en Purmerend; in België te Kortrijk en Oostende.

Een busstation kan voorzien zijn van oplaadstations voor het tussentijds opladen van elektrische bussen; dit wordt aangeduid als opportunity charging.

## Galerij

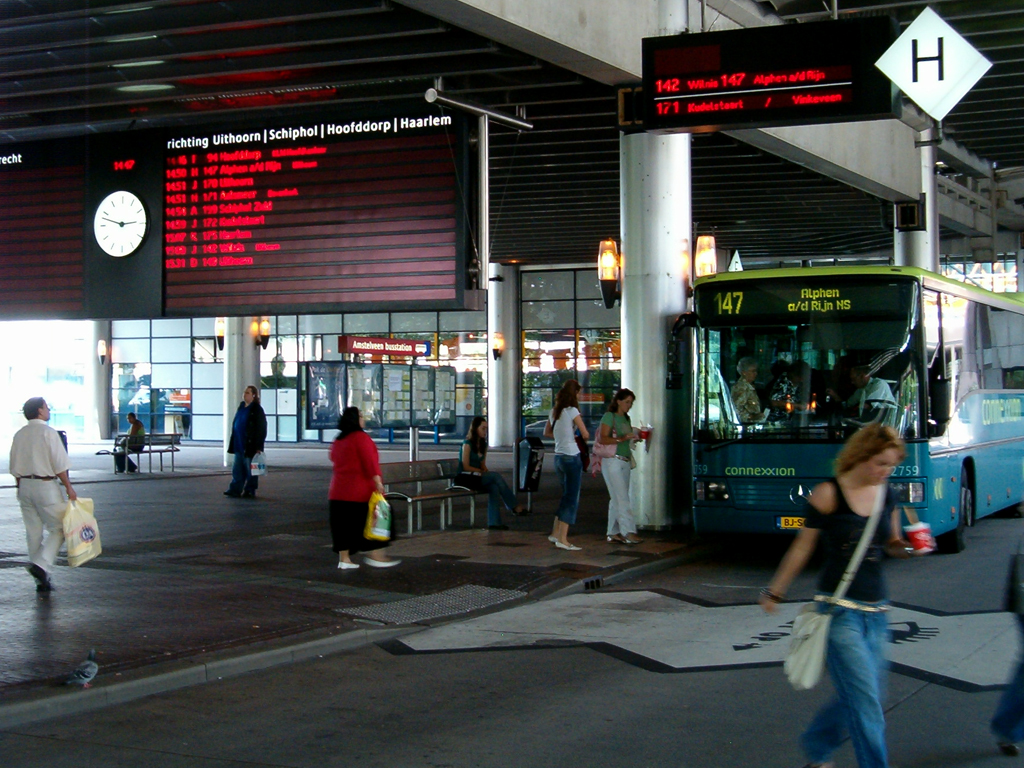
Busstation te Amstelveen
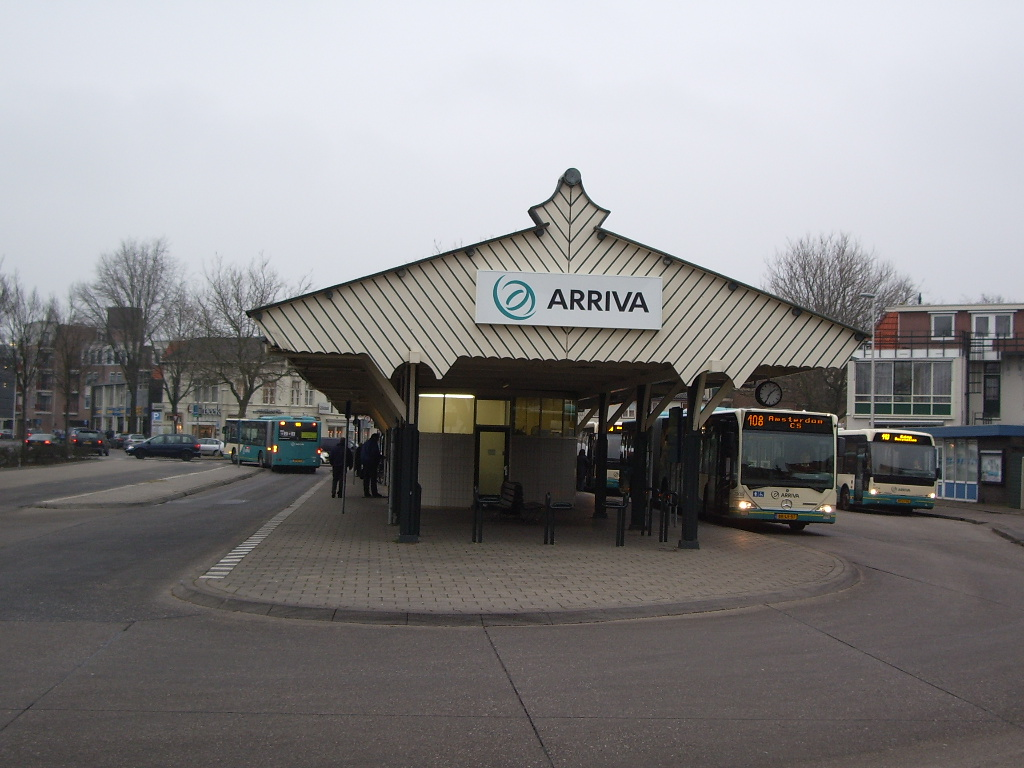
Busstation te Purmerend
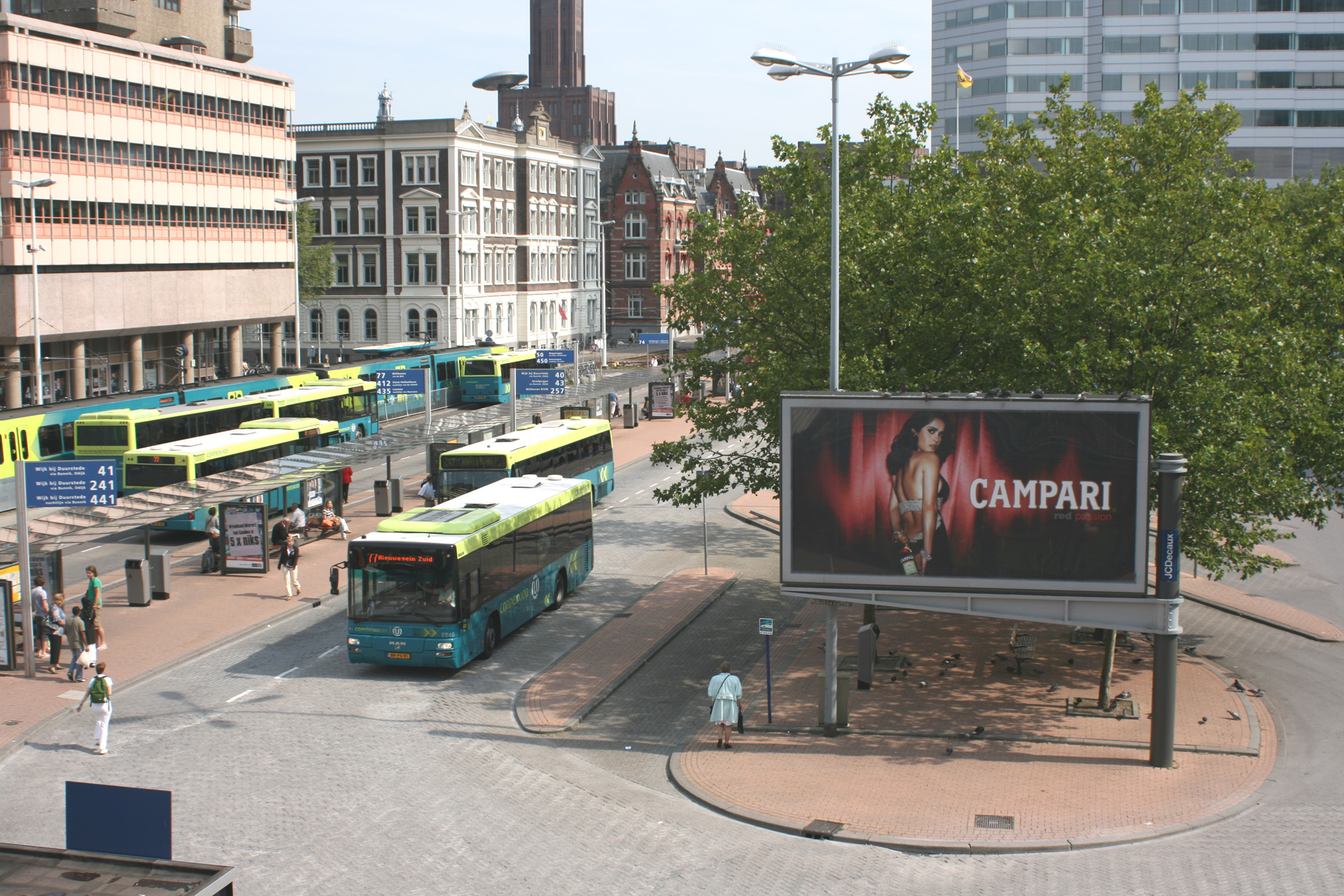
Voormalig streekbusstation te Utrecht Centraal
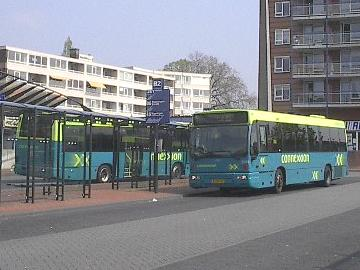
Busstation te Wageningen
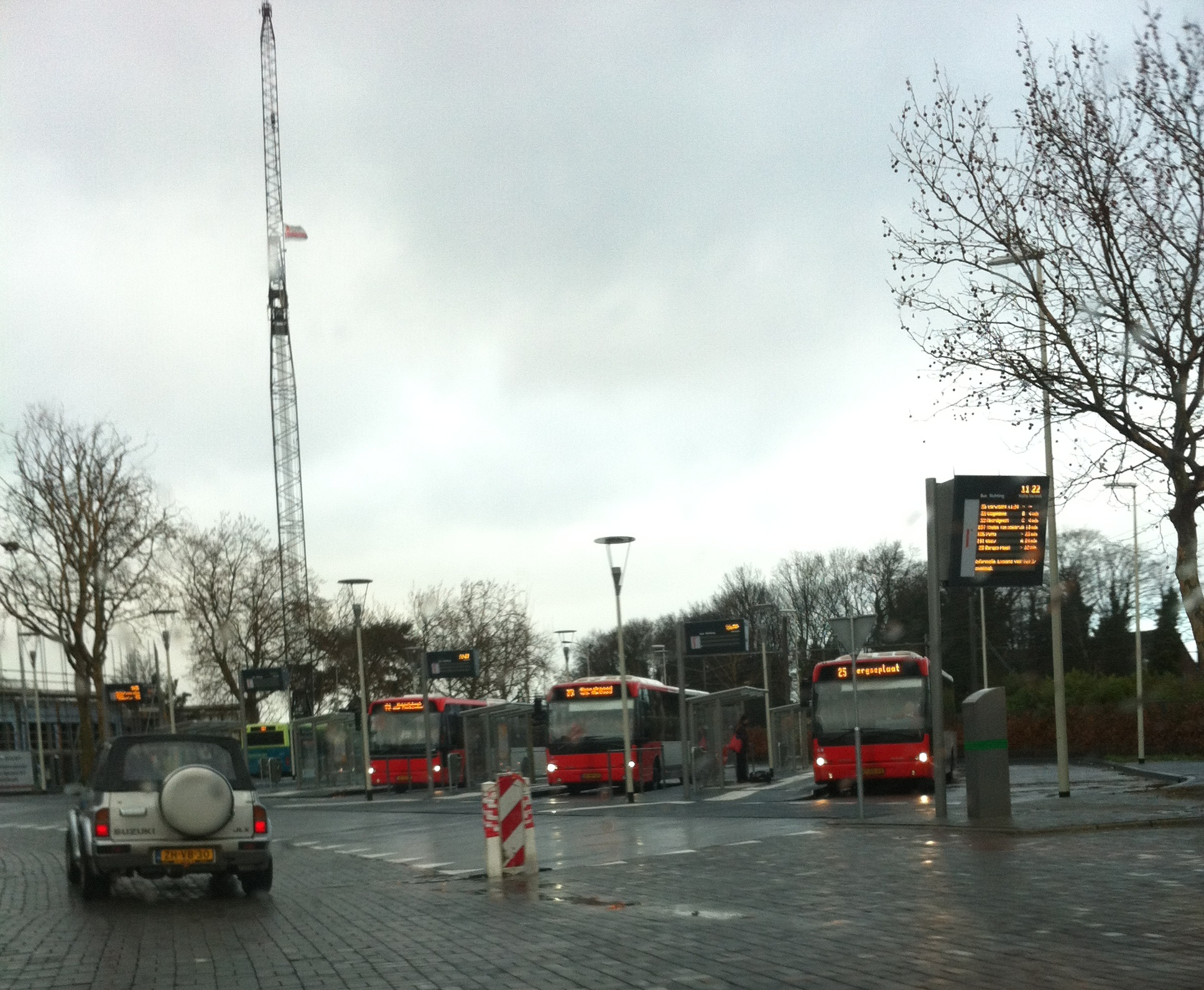
Busstation te Bergen op Zoom
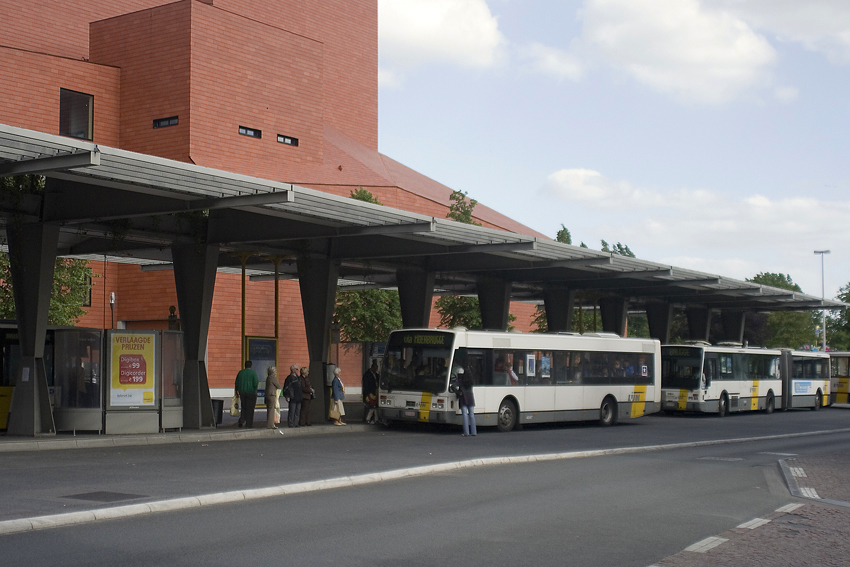
Busstation op 't Zand te Brugge
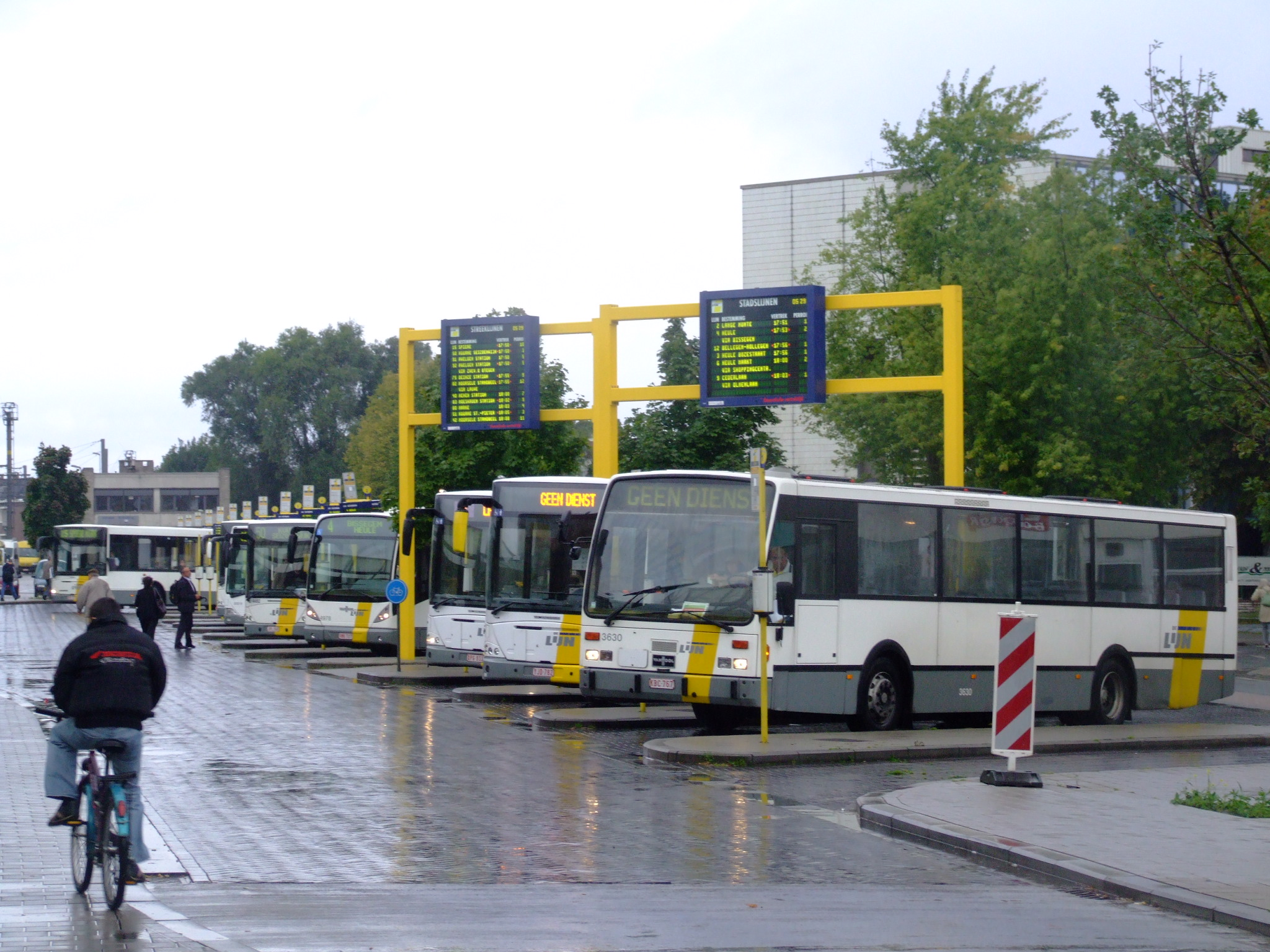
Busstation Tolstraat te Kortrijk
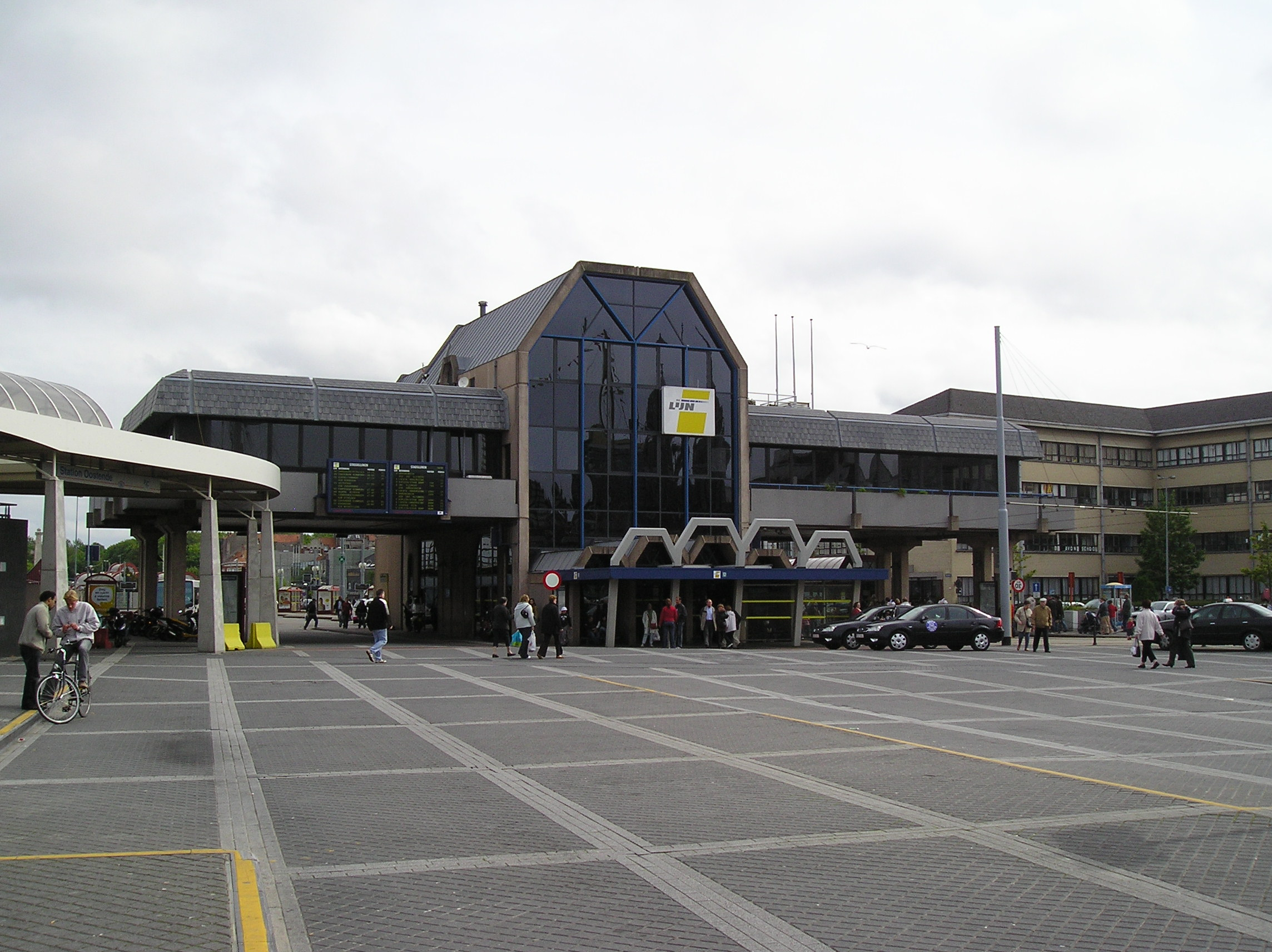
Busstation te Oostende
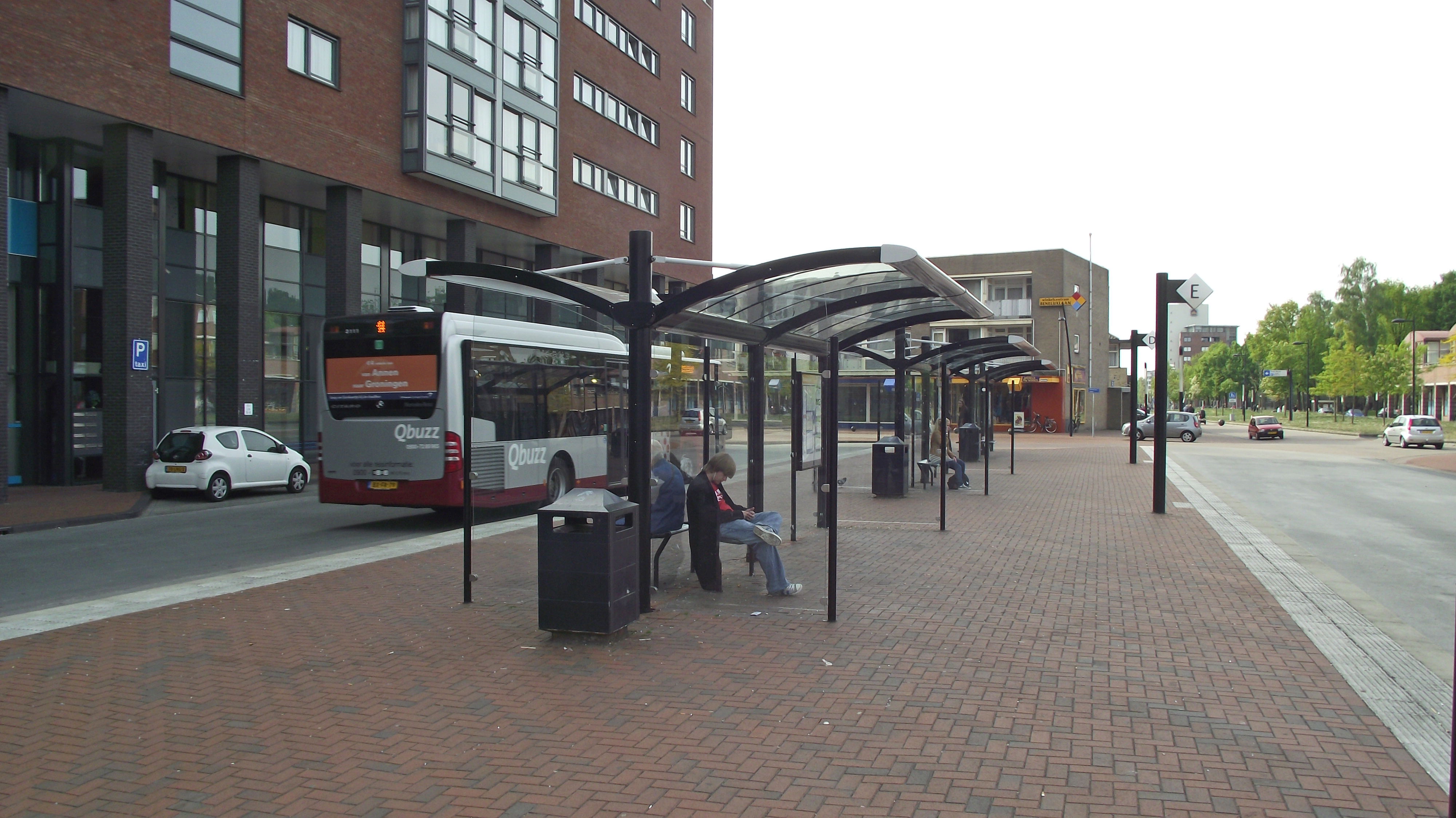
Busstation Stadskanaal
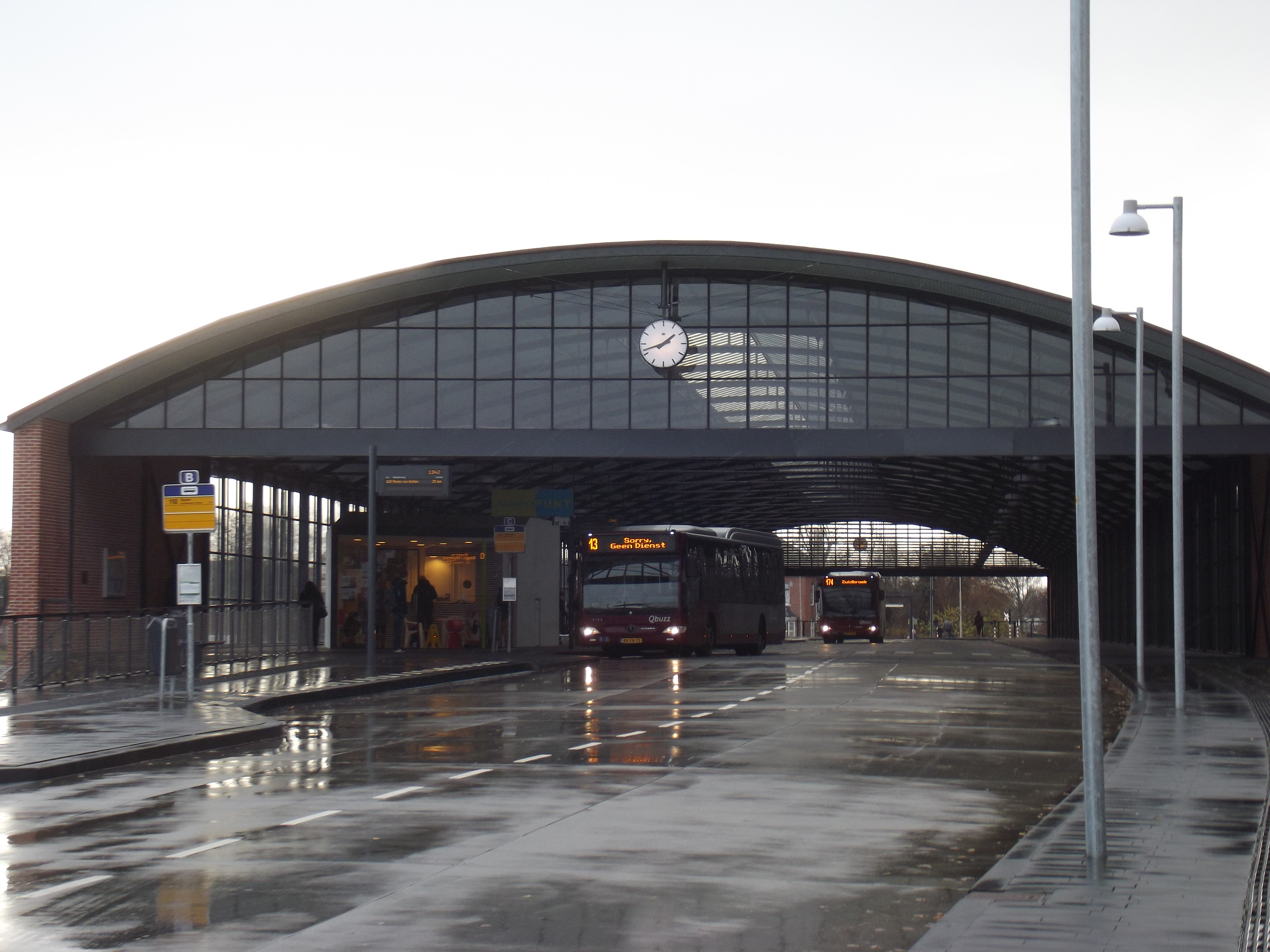
Busstation Veendam
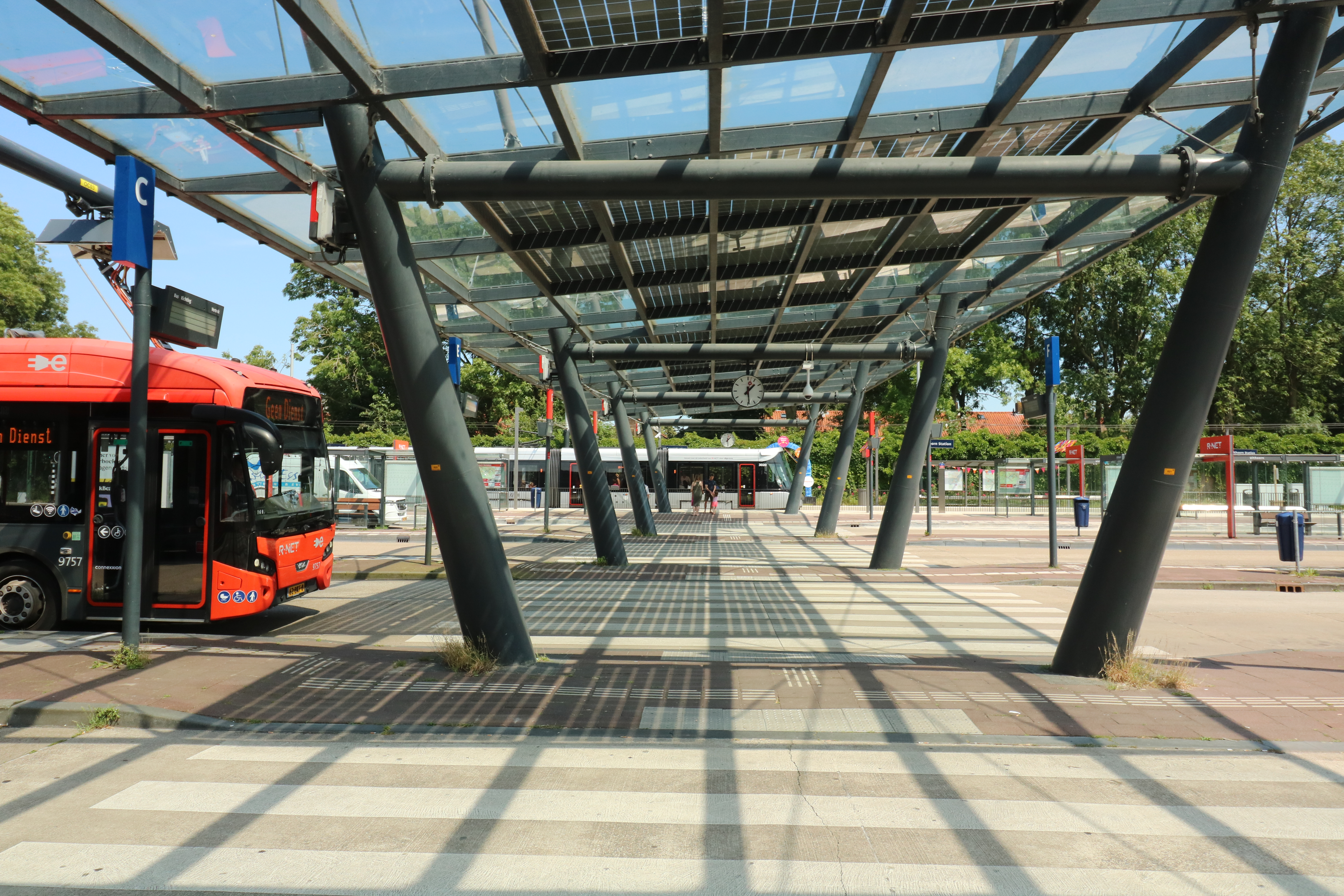
Busstation Uithoorn, met links en midden bussen aan oplaadstations